# Плоть (фильм, 1968)
«Плоть» (англ. Flesh) — американский фильм 1968 года, снятый в жанре эротического авангарда режиссёром Полом Моррисси. Первый фильм «Трилогии Пола Моррисси», следующие два — «Мусор» (1970) и «Жара» (1972).

## Сюжет
Фильм повествует о жиголо Джо (Джо Даллесандро). Он живёт со своей женой Джеральдин (Джеральдин Смит), которая однажды выгоняет Джо «на работу», чтобы добыть денег на аборт её подруге. Действие фильма происходит на улицах Нью-Йорка, где Джо общается со своими «коллегами по цеху», обучает секретам своего мастерства начинающего юного жиголо (Барри Браун), встречает разных клиентов, любовников и друзей.

## В ролях
- Джо Даллесандро — Джо, хастлер
- Джеральдин Смит — Джери, жена Джо
- Пэтти Д'Арбанвилл — Патти, любовница Джери
- Кэнди Дарлинг — Кэнди, трансвестит
- Джеки Кёртис[англ.] — Джеки, трансвестит
- Барри Браун[англ.] — парень с улицы
- Джери Миллер — Teрри
- Луис Вальдон — Дэвид, гимнаст

## Факты
- В 2008 году журнал «Empire» поставил «Плоть» на 478 место в списке «500 лучших фильмов всех времён»[2].
- В роли одного из жиголо снялся родной брат Джо Даллесандро; также в фильме присутствует его годовалый сын.
- В 2003 году фильм выиграл DVD Heritage Award.[3]
- Долгое время не удавалось установить возрастной ценз (рейтинг) для этого фильма, поэтому показ «Плоти» в кинотеатре под открытым небом в Лондоне в феврале 1970 года был прерван полицией[4].
- На обложке дебютного альбома The Smiths одноимённой музыкальной группы изображён кадр из фильма. Вокалист и автор текстов группы — Стивен Патрик Моррисси, однофамилец режиссёра.
- Фильм был заснят на 16-мм киноплёнке, что дало возможность снимать длительные импровизации без перерыва (использовались кассеты, которые содержали до 33 минут плёнки). Использовалась камера Auricon[англ.], которая одновременно записывала звук на киноплёнку с магнитной полосой.

## Премьерный показ в разных странах[5]
- США — 26 сентября 1968 (только в Нью-Йорке)
- Западная Германия — 27 мая 1970
- Норвегия — 4 сентября 1971
- Финляндия — 4 февраля 1972
- Швеция — 27 марта 1972
- Испания — 5 июня 1983 (только в Мадриде); 4 февраля 2005 (только в Барселоне)
- Аргентина — 2 апреля 1999 (на международном фестивале независимого кино в Буэнос-Айресе)
- Франция — 16 октября 2002 (ре-релиз)